# Cerneciciîna, Mahdalînivka
Cerneciciîna (în ucraineană Чернеччина) este localitatea de reședință a comunei Cerneciciîna din raionul Mahdalînivka, regiunea Dnipropetrovsk, Ucraina.

## Demografie
Componența lingvistică a localității Cerneciciîna
     Ucraineană (95,36%)
     Rusă (2,51%)
     Alte limbi (0,28%)
Conform recensământului din 2001, majoritatea populației localității Cerneciciîna era vorbitoare de ucraineană (95,36%), existând în minoritate și vorbitori de rusă (2,51%) și armeană (1,76%).